# Józefów (gmina Jedlińsk)
Józefów – kolonia w Polsce, położona w województwie mazowieckim, w powiecie radomskim, w gminie Jedlińsk.
W latach 1975–1998 miejscowość administracyjnie należała do województwa radomskiego.
Wierni kościoła rzymskokatolickiego należą do parafii  Świętych Apostołów Piotra i Andrzeja w Jedlińsku.